# Andreu González i Castro
Andreu González i Castro (l'Hospitalet de Llobregat, 22 de maig de 1974) és un escriptor català. Llicenciat en filologia Hispànica per la Universitat de Barcelona, ha fet de professor de secundària i actualment treballa de tècnic de normalització lingüística al CPNL. Ha col·laborat en diferents mitjans de comunicació com el setmanari L'Informador de Martorell, la revista de cultura i pensament El Ciervo o La Xarxa Ràdio. Va dirigir el diari El Matí Digital entre novembre de 2017 i setembre de 2019.

## Obra literària
Poesia
- Obra nueva. Arabuleila, Armilla, 2004
- Retablo de Nueva York. Universidad de Sevilla, Sevilla, 2005
- Obra nueva precedido de Currículum vítae. La Garúa Libros, Sta. Coloma de Gramenet, 2005
- Obra nueva. El Transeúnte, Medellín (Colòmbia), 2005
- Epigrames del Mas d'en Gall. Tarafa, Granollers, 2007
- Maniobras diversivas. Fundación Miguel Hernández, Múrcia, 2008
- Apuntes para un atlas. Hiperión, Madrid, 2015
- Epigrames de Telobis. Meteora, Badalona, 2017

Conte
- "Joaquín Costa, 37". Contingut a Districte V. V Premi Literari de Narrativa Breu. Montflorit, Barcelona, 2009
- Safata d'entrada. Institut d'Estudis Ilerdencs, Lleida, 2009

Novel·la
- Bon cop de falç! Amb Ramon Gasch. Columna, Barcelona, 2011. 3 edicions. / Labutxaca, 2013[2]
- Defensors de la terra. Amb Ramon Gasch. Columna, Barcelona, 2013. / Labutxaca, 2014
- La venjança dels almogàvers. Amb Ramon Gasch. Columna, Barcelona, 2015
- Liquideu Einstein. Capital Books, Barcelona, 2022[3]

Assaig i divulgació
- Sorbos de cicuta. Contingut al llibre XI Certamen Nacional Literario para jóvenes 2004. Diputación de Burgos, Burgos, 2005
- La palabra justa. Homenaje a José Carol. Amb Iván Sánchez Moreno. Dux, Barcelona, 2009
- 100 motius per ser del Barça (i no ser del Madrid). / 100 motivos para ser del Barça (y no ser del Madrid) Amb Armando Luigi Casteñeda. Cossetània/Lectio, Valls, 2010. 2 edicions
- 100 moments estel·lars del Barça / 100 momentos estelares del Barça. Cossetània/Lectio, Valls, 2011[4]
- 365 acudits per a culers. Cossetània, Valls, 2013. 2 edicions
- DO Martorell. Amb Jordi Benavente. Autoedició, 2013
- 365 acudits per a indepes. Cossetània, Valls, 2015
- Herois indepes. Cossetània, Valls, 2016. Amb Jordi Calvís[5]
- Manual d'autoajuda per a catalanoparlants. Cossetània, Valls, 2019[6]

## Premis literaris
- 2004 Premi de poesia de la Universidad de Sevilla per Retablo de Nueva York
- 2005 Premio Nacional Miguel Hernández de poesia per a menors de 35 anys per Maniobras diversivas
- 2006 Premi d'Òmnium Cultural del Vallès Oriental per Epigrames del Mas d'en Gall
- 2009 Premi Les Talúries de narrativa per Safata d'entrada
- 2011 Premi Nèstor Luján de novel·la històrica per Bon cop de falç![7]
- 2014 Premi Vila de Martorell de poesia per Apuntes para un atlas.[8]
- 2016 Premi Narcís Lunes i Boloix de poesia per Epigrames de Telobis[9]